# جورج سيغال
جورج سيغال (بالإنجليزية: George Segal)‏‏(26 نوفمبر 1924 - 9 يونيو 2000) هو رسام ونحات أمريكي، وهو أحد الفنانين المرتبطين بحركة فن البوب. وهو حاصل على الميدالية الوطنية للفنون في اميركا عام 1999.

## وصلات خارجية
- جورج سيغال على موقع الموسوعة البريطانية (الإنجليزية)
- جورج سيغال على موقع مونزينجر (الألمانية)